# Vikramabahu III
Vikramabahu III (en singhalais : තුන්වන වික්‍රමබාහු රජ) est le troisième roi de Gampola, de la dynastie Siri Sanga Bo, dans l'actuel Sri Lanka. Il régna de 1357 à 1374 ou 1360 à 1375,

## Étymologie
Le nom provient de la langue pali, propre au bouddhisme Theravāda pratiqué au Sri Lanka, dont l'écriture est le devanagari. La transcription en langue latine peut donc donner des résultats différents, selon que le mot est transcrit traditionnellement ou en ISO 15919.
Le nom du roi Vikramabahu peut se décomposer en deux mots :
- le mot Vikrama peut se transcrire Vickrama, Virakkama ;
- le mot Bahu peut se transcrire Bãhu, Bâhu, Baahu ou Bâhu.

## Biographie
Fils de Bhuvanaikabahu IV et de la fille du général Senalankadhikara. L'issue du conflit entre son grand-père maternel et Alakesvara de Rayigama permet à ce dernier de s'instituer souverain de facto et de réduire Vikramabahu III à un rôle de roi fantoche résidant à Gampola pendant que le royaume de Jaffna sous sa dynastie tamoule Ârya Chakravarti monte en puissance.